# Jungit
Jungit ist ein sehr selten vorkommendes Mineral aus der Mineralklasse der „Phosphate, Arsenate und Vanadate“. Es kristallisiert im orthorhombischen Kristallsystem mit der chemischen Zusammensetzung Ca2Fe3+8Zn4[OH|PO4]9·16H2O, ist also chemisch gesehen ein wasserhaltiges Calcium-Eisen-Zink-Phosphat mit zusätzlichen Hydroxidionen.
Jungit ist durchscheinend und entwickelt meist gelbe bis grünlichgelbe, tafelige Kristalle bis etwa einen Zentimeter Größe, die in rosettenförmigen Aggregaten angeordnet sind. Die Kristallflächen zeigen einen glasähnlichen Glanz, allerdings schimmern polykristalline Aggregatformen eher seidenähnlich.
Mit einer Mohshärte von 1 gehört Jungit wie das Referenzmineral Talk zu den weichen Mineralen, deren Oberfläche mit dem Fingernagel abgeschabt werden kann.

## Etymologie und Geschichte
Erstmals entdeckt wurde Jungit in den Pegmatiten der Grube Cornelia bei Hagendorf-Süd in der Oberpfälzer Gemeinde Waidhaus in Bayern und beschrieben 1980 durch P. B. Moore und J. Ito, die das Mineral zu Ehren seines Entdeckers Dr. Gerhard Jung (aus Albbruck) benannten.

## Klassifikation
In der mittlerweile veralteten, aber noch gebräuchlichen 8. Auflage der Mineralsystematik nach Strunz gehörte der Jungit zur Abteilung der „Wasserhaltigen Phosphate mit fremden Anionen“, wo er zusammen mit Parwanit die unbenannte Gruppe VII/D.37 bildete.
Die seit 2001 gültige und von der International Mineralogical Association (IMA) verwendete 9. Auflage der Strunz’schen Mineralsystematik ordnet den Jungit ebenfalls in die Abteilung und gleichnamige Unterabteilung der „Phosphate usw. mit zusätzlichen Anionen; mit H2O“ ein. Diese ist allerdings weiter unterteilt nach der relativen Größe der beteiligten Kationen und dem Stoffmengenverhältnis der zusätzlichen Anionen zum Phosphat-, Arsenat- bzw. Vanadatkomplex (RO4), so dass das Mineral entsprechend seiner Zusammensetzung in der Unterabteilung „Mit großen und mittelgroßen Kationen; (OH usw.) : RO4 = 1 : 1“ zu finden ist, wo es als einziges Mitglied die unbenannte Gruppe 8.DJ.25 bildet.
Auch die vorwiegend im englischen Sprachraum gebräuchliche Systematik der Minerale nach Dana ordnet den Jungit in die Klasse der „Phosphate, Arsenate und Vanadate“ und dort in die Abteilung der „Wasserhaltigen Phosphate etc., mit Hydroxyl oder Halogen“ ein. Hier ist er als einziges Mitglied in der unbenannten Gruppe 42.13.04 zu finden.

## Kristallstruktur
Jungit kristallisiert orthorhombisch in der Raumgruppe Pcmm (Raumgruppen-Nr. 51, Stellung 4), Pcm21 (Nr. 26, Stellung 2) oder Pc2m (Nr. 28, Stellung 5) mit den Gitterparametern a = 11,98 Å; b = 20,37 Å und c = 9,95 Å sowie 2 Formeleinheiten pro Elementarzelle.

## Bildung und Fundorte
Jungit bildet sich in komplexen Granit-Pegmatiten, wo er unter anderem mit Mitridatit und verschiedenen Manganoxiden vergesellschaftet auftreten kann.
Neben seiner Typlokalität Grube Cornelia konnte das Mineral bisher (Stand 2013) nur noch in der nahegelegenen Waidhauser Silbergrube in Bayern (Deutschland) nachgewiesen werden. Ein weiterer möglicher Fundort, die „Foote Lithium Co. Mine“ bei Kings Mountain (North Carolina) in den USA, konnte bisher nicht bestätigt werden.